# Лок Дог
Алекса́ндр Миха́йлович Жва́кин (род. 25 января 1989, Ульяновск), более известный под псевдонимами Loc-Dog и Лок Дог — российский рэп и хип-хоп-исполнитель, поэт-песенник, автор песен. Бывший участник группы «Стороны Ра». Стал первым русскоязычным исполнителем музыки в стилях электрорэп (симбиоз рэпа и электро) и хип-хаус (англ. hip house).
На текущий момент выпустил девять номерных альбомов («Паранойя», «Всем до свидания», «Апокалипсис 2012», «Прилетел», Electrodog 2, «Дисконнект», «Себе не ври», «Крылья», «Шумный город», «Счастье в простом»).
Александр гастролирует по многим городам России и ближнего зарубежья с сольными концертами, на которых собирает большое количество поклонников. Лок Дог проводил многочисленные презентации альбомов, автограф-сессии. Часто артиста можно было увидеть на благотворительных концертах и крупных, международных фестивалях в качестве хэдлайнера, а также он частый гость вузов.

## Биография
Начинал свою карьеру, присоединившись к группе «Стороны Ра», в составе которой числился Артур Скотт aka R Chie.
В 2009 году Лок Дог подписал продюсерский договор до 3 декабря 2012 года с владельцем сайта Indarnb.ru Дмитрием Кондратьевым (по паспорту Шугайло) и становится артистом лейбла X-Limit его сына Ивана Шугайло, более известного как Иван Snake или Cartsoon.
Какое-то время музыкант выступал с концертами с группой Loc-Dog Band (DJ Shved; клавиши — Арсений Трошин; барабаны — Александр Карпухин; бас-гитара — Денис Шершнев; гитара — Олег Изотов; бэк-MC — Slide; вокал — Анна Ми).
В 2010 году выступил на разогреве у американского рэпера 50 Cent.
В сентябре 2011 года Александр поступил в травматологическое отделение НИИ скорой помощи имени Склифосовского с резаными ранами предплечья и щеки после того, как он заступился за девушку, на которую напали неизвестные.
В августе 2012 года у рэпера произошёл конфликт со своим продюсером из-за того, что тот, по словам Лок Дога, недобросовестно занимался организацией концертов и не согласовывал с ним даты их проведения
26 сентября на сайте Indarnb.ru было объявлено о закрытии проекта Loc-Dog 7 декабря 2012 года и что до этой даты Александр обязан исполнять «утверждённый график концертов». 13 ноября был выпущен трек «Слюни», отражающий позицию Лок Дога в этом споре.
2 марта 2014 года артист заявил, что поменял псевдоним на русскоязычное написание (Лок Дог) либо использует для подписания песен свои имя и фамилию, Александр Жвакин. 7 марта впервые выпустил видеоклип от своего настоящего имени.
В августе исполнитель заявляет, что проект «Лок Дог» временно заморожен. Через некоторое время, в сентябре, выходит альбом «Себе не ври», который ставит точку в существовании проекта «Лок Дог».
В сентябре 2016 года возвращает себе псевдоним Loc-Dog, и возвращается в творчество, записывает альбом «Крылья», и вновь начинает гастролировать по городам.
В ноябре 2016 года получает премию Золотой Граммофон за трек «На Расстоянии».
9 июня 2020 года Loc-Dog выпускает трек «Грустный смайлик». Песня является диссом на Noize MC, который перед этим выпустил композицию «Давай сбежим», высмеяв Александра и Егора Крида за уход с 17 независимого рэп-баттла. В "Грустном смайлике" рэпер называет Нойза псевдоинтеллектуалом, «фальшивым пророком» и «патлатым ботаником-фантастом».

## Личная жизнь
Семья
В Москве живёт старший брат Александра, Сергей Жвакин, он также является музыкантом.
2 марта 2011 года у Александра родилась дочь Ева.

## Дискография
| Студийные альбомы - 2010 — «Паранойя» - 2011 — «Всем до свидания» - 2011 — «Апокалипсис 2012» - 2012 — «Прилетел» - 2014 — «Себе не ври» - 2017 — «Крылья» - 2021 — «Счастье в простом» - 2023 — «Mostalgia» Коллаборации - 2007 — 2.0 (микстейп; в составе группы «Стороны Ра») - 2010 — «Как солнце, как небо, как звёзды» (мини-альбом; в составе группы «Стороны Ра») - 2013 — «#ВсеЗнаютВсё» (+ Tony VA) - 2018 — «Шумный город» (+ Scady) Микстейпы - 2006 — 777 - 2008 — Electrodog - 2013 — Electrodog 2 Мини-альбомы - 2010 — «Верните улицам Loc-Dog’a» - 2010 — «Уже не те» - 2013 — «Чище» - 2014 — «Дисконнект» - 2015 — «Новый день» - 2020 — «РОМАНТИКА 2020» Синглы и макси-синглы - 2009 — «Паранойя» - 2010 — «Единственный в макрокосмосе» - 2010 — «Electrodog 2010: Позитив» (макси-сингл) - 2010 — «Падал снег» (при уч. «Пилигрим») - 2010 — «Белые сны» (при уч. Siatria) - 2010 — «Тени» (при уч. Freshtime) - 2011 — «Под облаками» (при уч. Seandy) - 2011 — «А чё мы?» (при уч. Роми, Слово) - 2011 — «Спасибо» - 2012 — «Тебе» (при уч. Ruskey, Total) - 2013 — «Спасибо-2» - 2013 — «Скажи, зачем» (при уч. Tony VA) - 2013 — «За тобой» (при уч. K. Melody) - 2013 — «Грязные танцы» - 2015 — «Киты» - 2015 — «В мире животных» - 2015 — «Свобода» - 2016 — «Только я» - 2016 — «На расстоянии» - 2016 — «Каждому своё» - 2016 — «Фонари» - 2016 — «Спасибо» - 2017 — «Голоса» - 2018 — «До солнца» (при уч. Ёлки) - 2018 — «Громче» - 2018 — «Целый стадион» - 2018 — «Пока мы здесь» - 2019 — «Хочу успеть» - 2019 — «Снимки» - 2019 — «Так много» (при уч. ILYA KOLUNOV) - 2019 — «Дым и Яд» - 2019 — «Капли» (при уч. Ёлки) - 2019 — «Продлевать лето» - 2019 — «Альтернатива» - 2019 — «Любимая песня» (при уч. HammAli) - 2020 — «Звезда» (25/17 cover) - 2020 — «Карие глаза» (при уч. Егор Крид) - 2020 — «Грустный смайлик» - 2020 — «Хулиган» (при уч. Тайпан) - 2020 — «Просто Разговор» (при уч. HammAli) - 2020 — «Не закрывай» - 2021 — «Взойдет» - 2021 — «Растает» - 2021 — «Мы будем жить» (при уч. Льва Лещенко) - 2021 — «Подгрузило 2021» - 2021 — «ИНХ» - 2021 — «Есть че вспомнить» (при уч. Гуфа) - 2022 — «Глубина» - 2022 — «Домой» (при уч. Леша Свик) - 2022 — «Нити» - 2022 — «Синяя птица» - 2023 — «Монолит» (при уч. ATL) Участие - 2006 — «Палево» (микстейп Phil’а) - 2007 — «Виртуальная реальность» (микстейп Phil’а) - 2007 — Undersky 2 (микстейп Артура Скотта) - 2008 — «9 жизней» (микстейп Phil’а aka Mr. Palevo) - 2009 — «Так гасли звёзды» (микстейп Артура Скотта) - 2009 — «Стать лучше» (микстейп Tony VA) - 2009 — «Незнамо чё» (альбом группы «Рыночные отношения») - 2009 — «Воины света 2» (сборник лейбла GLSS) - 2009 — «Холодно» (альбом Slim’а) - 2010 — «Кайф» (альбом Мистера Палево) - 2010 — NO1 / «Чёрное небо» (микстейп группы «Неизвестное объединение») - 2010 — «К. П. Т. Е.» (микстейп Mc Miles’а) - 2010 — «Шампунь» (альбом группы 2’mc) - 2010 — «С грязных улиц на экраны» (микстейп Mc Miles’а) - 2010 — The Monstarium vol.1 (инструментальный альбом MonstaBeat’а) - 2010 — NO2 / «Нас не догонят» (микстейп группы «Неизвестное объединение») - 2010 — «Воин» (мини-альбом группы Fameclub) - 2011 — «С днём рождения» (микстейп Mc Miles’а) - 2011 — «Отличай людей» (альбом Slim’а) - 2011 — «Жители пригорода» (альбом Роми) - 2011 — «Движение» (альбом Phil’а Palevo) - 2011 — NO3 (альбом группы «Неизвестное объединение») - 2011 — High Voltage LP (совместный альбом Levon’а и Tosh’а) - 2011 — «Я верю» (альбом DJ Грува) - 2011 — Sex, Drugs and Rock’n’Roll (альбом Mc Miles’а) - 2011 — «Идеальный мир» (макси-сингл dom!No) - 2011 — High Voltage 2 LP (совместный альбом Levon’а и Tosh’а) - 2011 — «Бестиарий» (альбом группы «Огни») - 2012 — NO6 (альбом группы «Неизвестное объединение») - 2012 — 2012 (альбом группы «Рыночные отношения») - 2012 — «Совместный» (совместный альбом Tony VA и Slide’а) - 2012 — «Первый неизвестный» (альбом Tosh’а) - 2012 — «Н**уй мы такие?» (альбом группы «Неизвестное объединение») - 2012 — «Дни ядерной стабильности» (альбом группы 4sgm) - 2012 — «Сок» (альбом Типси Типа) - 2012 — «Зависал» (альбом Ямыча) - 2012 — «Мы будем жить» (альбом Ruskey) - 2013 — «Обитатель тепла» (альбом Артёма Татищевского) - 2013 — 2013 (альбом группы «Рыночные отношения») - 2013 — «Мысли» (альбом Palevo) - 2013 — «#Гидропроект» (совместный мини-альбом Dom1no и Дюки) - 2013 — «Внутренности» (альбом группы 4sgm) - 2013 — «Алатан» (альбом Ahimas’а) - 2013 — «Готов» (альбом Levon’а) - 2013 — «Липкие плитки LP» (альбом группы «Львиный прайд») - 2013 — «Хочу, чтоб были все друзья» (сборник 4atty) - 2014 — Egoism (альбом Артёма Татищевского) - 2014 — «7я» (альбом группы «Мосты») - 2014 — «4УМА» (альбом Pra(Killa’Gramm)) - 2014 — «2014» (альбом группы «Рыночные Отношения») - 2015 — «FCKWG х За упокой» (микстейп ATL) - 2015 — «Фитовой» (альбом Зануды) - 2015 — «ПРЕВРАЩЕНИЕ ЧЕРНОЙ СОБАКИ» (альбом группы 4SGM) - 2016 — «Социум» (EP Chevs’а) - 2016 — «Дневник сельского священника» (альбом Мэйти) - 2020 — «ВесЪокосный Год» (альбом ВесЪ) - 2021 — «Психонавтика» (альбом Заразы) - 2021 — «2021» (альбом группы «Рыночные отношения») - 2022 — «Нестыд» (альбом группы «Чёрная экономика») - 2022 — «Лёгкий способ бросить любить» (альбом Джарахова) - 2023 — «PHREQUENCY» (альбом PHARAOH) |

## Видеография
| Год  | Название                                    | Режиссёр(ы)         | Альбом           |
| ---- | ------------------------------------------- | ------------------- | ---------------- |
| 2009 | «Паранойя»                                  | Неизвестно          | Паранойя         |
| 2010 | «До небес»                                  | Георгий Королёв     | Паранойя         |
| 2010 | «Город грехов»                              | Георгий Королёв     | Синглы           |
| 2010 | «Сгораю» (уч. Fameclub)                     | Георгий Королёв     | Синглы           |
| 2011 | «Снова»                                     | Георгий Королёв     | Апокалипсис 2012 |
| 2011 | «Зачинщик беспредела»                       | Георгий Королёв     | Апокалипсис 2012 |
| 2011 | «Время три утра»                            | TheStudio46         | Паранойя         |
| 2011 | «Фраза силы»                                | Илья Иванов         | Сингл            |
| 2012 | «Могло бы быть иначе» (уч. Dr. Up, 4atty)   | Лисанов Андрей      | Прилетел         |
| 2012 | «Питер, Питер» (уч. Tony VA)                | Андрей Струговец    | Прилетел         |
| 2012 | «Слюни» (Live)                              | Влад Зиздок         | Синглы           |
| 2013 | «Спасибо»                                   | Александра Дябденко | Синглы           |
| 2013 | «Все знают всё» (уч. Tony VA)               | Захар Базаров       | #ВсеЗнаютВсё     |
| 2013 | «Деньги не ведут в Рай» (уч. Palevo)        | Great Stuff         | Сингл            |
| 2013 | «На траве сырой»                            | Влад Зиздок         | Electrodog 2     |
| 2013 | «Светофора» (уч. Dr. Up, 4atty)             | Лисанов Андрей      | Синглы           |
| 2013 | «2-CB»                                      | Влад Зиздок         | Синглы           |
| 2013 | «Мы живы»                                   | Влад Зиздок         | Синглы           |
| 2013 | «Счастье Project»                           | Георгий Королёв     | Electrodog 2     |
| 2014 | «Повседневка» (уч. Артём Татищевский, 4sgm) | Алексей Тарасов     | Синглы           |
| 2014 | «Не до абстракций»                          | Александр Маков     | Синглы           |
| 2014 | «Медленно падал снег» (уч. Андрей Ковалёв)  | Михаил Ройтман      | Синглы           |
| 2016 | «Серьёзным» (live)                          | Влад Зиздок         | Синглы           |
| 2017 | Смейся                                      | Неизвестно          | Крылья           |
| 2017 | Мимо нот                                    | Неизвестно          | Крылья           |
| 2018 | «Громче» (live)                             | Влад Зиздок         | Синглы           |
| 2018 | «До солнца» (уч. Ёлки)                      | Медет Шаяхметов     | Синглы           |
| 2019 | «Мне уже пора»                              | Давид Бинтсене      | Шумный город     |
| 2019 | «Мне уже пора» (Piano Version)              | Семён Багиров       | Синглы           |
| 2019 | «Белая Ворона» (с уч. Mary Gu)              | Неизвестно          | Синглы           |
| 2020 | «Киты»                                      | Семён Багиров       | Синглы           |
| 2020 | «Громче, чем гроза»                         | Евгений Шмелев      | Романтика 2020   |
| 2021 | «Взойдет»                                   | Семен Багиров       | Синглы           |
| 2021 | «Мы будем жить» (уч. Лев Лещенко)           | Семен Багиров       | Синглы           |

## Награды и номинации
- В 2007 году — победитель 13-го независимого батла Hip-hop.ru.
- В 2012 году — финалист в Indabattle III: 3-е место.
- Победитель в общественных голосованиях Hip-hop.ru Awards:
  - Awards 2009 в номинации «Исполнитель года»;
  - Awards 2010 в номинациях: «Лучшая группа/тусовка», «Исполнитель года», «Лучший EP/single»;
  - Awards 2012 в номинациях: «Лучший альбом»;
  - Awards 2013 в номинациях: «Лучший альбом», «Исполнитель года», «Лучший EP/single».
- Альбом «Паранойя» (2010) признан альбомом года по версии Indarnb.ru[25] и Rap.ru[26].
- Альбом «Прилетел» (2012) стал альбомом года по версии Rap.ru[27].
- В 2010 году был номинирован на премию Russian Street Awards в категории «Открытие года»[28].
- 2016 — премия «Золотой граммофон» за песню «На расстоянии».

### Комментарии
1. 1 2  Псевдоним Loc-Dog (Лок-Дог) с дефисом использовался исполнителем до 2014 года[1].
2. 1 2  Приглашение на концерт.
3. ↑  Приглашение на презентацию альбома Electrodog 2.
4. ↑  Первый видеоклип, выпущенный от имени Александра Жвакина.

### Видеоисточники
1. ↑  Loc-Dog: мастер-класс для RMA. 2010.
2. ↑  Loc-Dog: я попал под раздачу. Kp.ru.